# Château Frontenac
Koordinaten: 46° 48′ 42,6″ N, 71° 12′ 19,4″ W

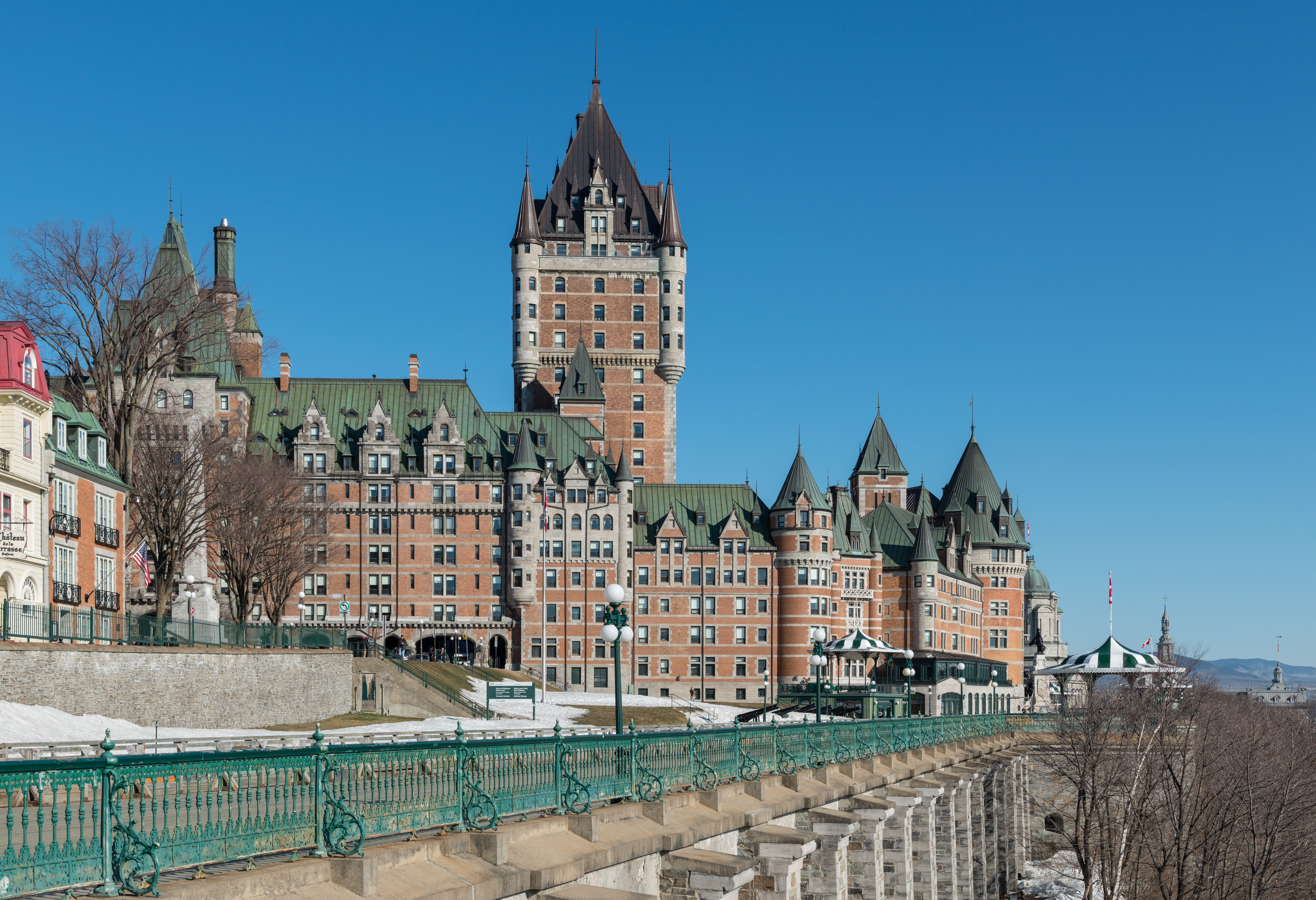
Château Frontenac in Québec

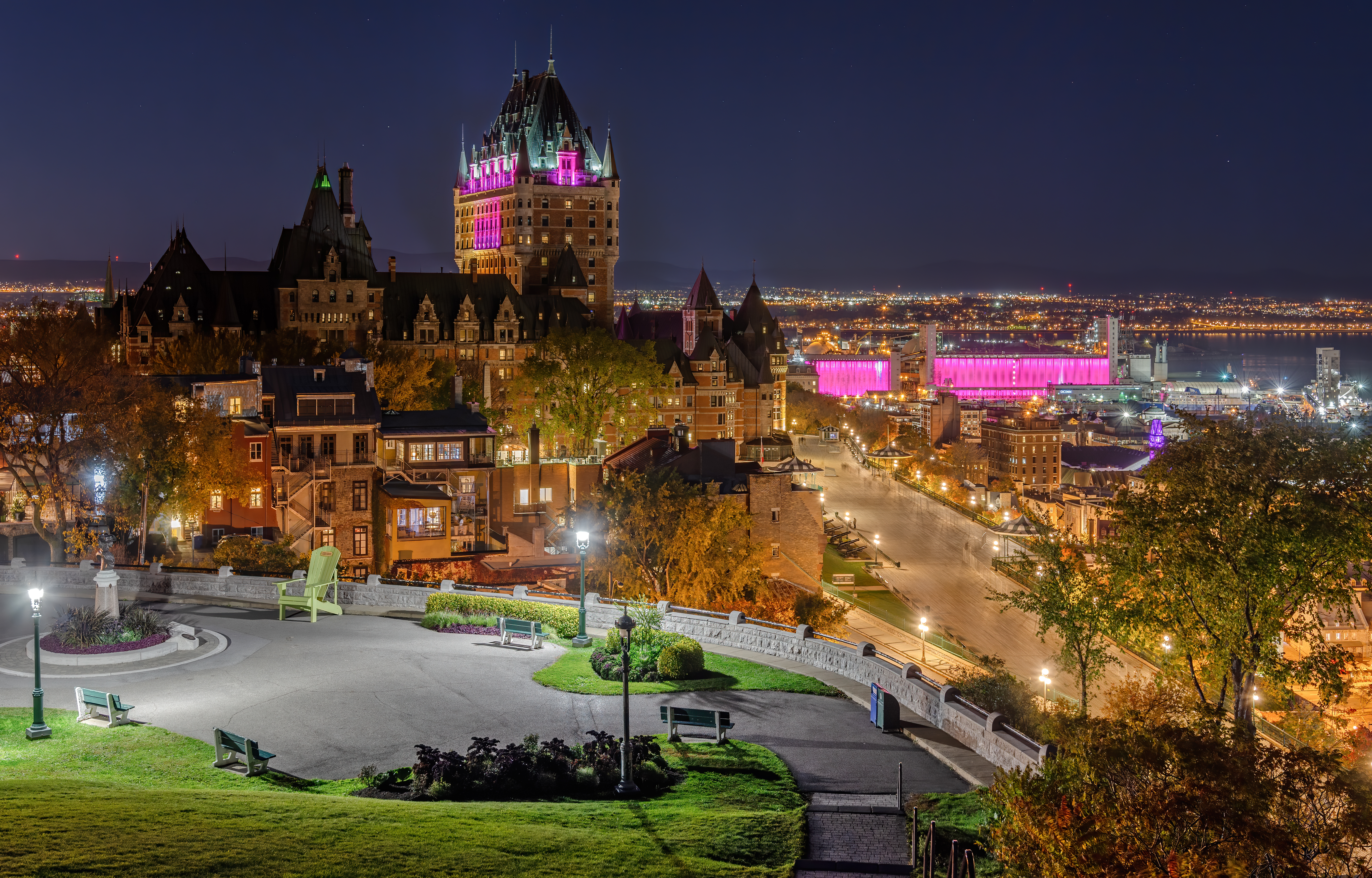
Château Frontenac bei Nacht

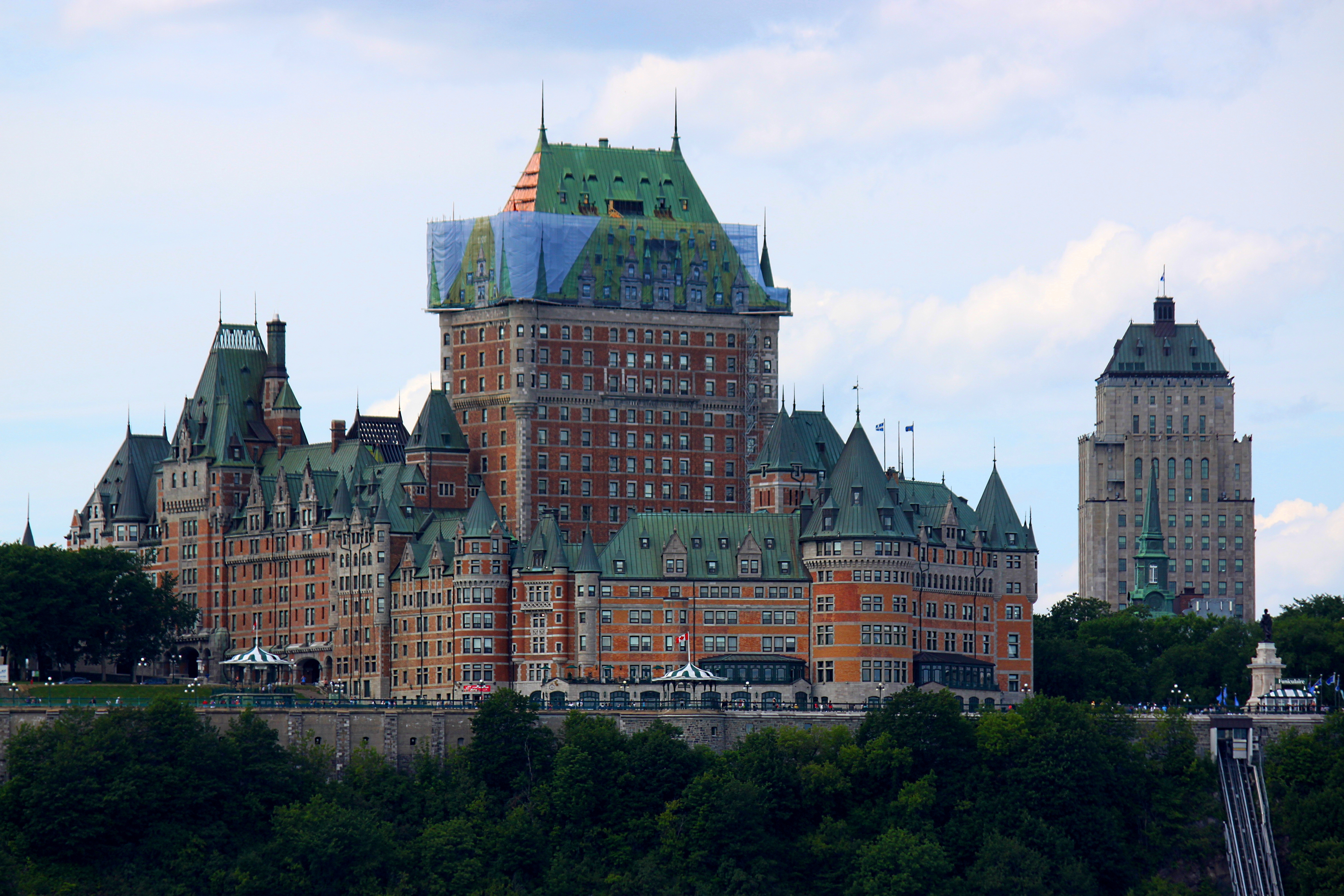
Das Château Frontenac im Juli 2011. Hier wird das Kupferdach erneuert.

Das Château Frontenac ist ein Luxushotel im Zentrum der kanadischen Stadt Québec, 1 Rue des Carrières. Es gilt als eine der Hauptsehenswürdigkeiten der Stadt.

## Geschichte
Das Hotel wurde von 1892 bis 1893 durch den Architekten Bruce Price als typisches Eisenbahnhotel für die Eisenbahngesellschaft Canadian Pacific Railway im Stil des Historismus (Neogotik- und Neorenaissance-Elemente) errichtet und gehörte zur Kette der Canadian Pacific Hotels – heute Fairmont Hotels and Resorts. 1943 fand hier die Quadrant-Konferenz statt.
Das Hotel ist nach Louis de Buade (1622–1698), Graf von Frontenac und Palluau, dem bedeutendsten Gouverneur der französischen Kolonie Neufrankreich, benannt. Es befindet sich auf der Spitze eines Hügels, der den Sankt-Lorenz-Strom überragt, über der Abraham-Ebene, wo die Briten 1759 während des Franzosen- und Indianerkriegs die Franzosen besiegten, um danach die Stadt Québec einzunehmen.
Das Château Frontenac gehört seit Oktober 2001 zur Hotelkette Fairmont Hotels and Resorts und ist eines der exklusivsten Luxushotels in Kanada. Zudem gilt es als eines der am häufigsten fotografierten Hotels der Welt.

## Château Frontenac im Film
In Alfred Hitchcocks Film Ich beichte (englischer Originaltitel I Confess) ist das Château Frontenac mehrfach zu sehen und spielt insbesondere in der Schlussszene bei der Suche nach einem Mörder eine wichtige Rolle.